# Wicked City
Wicked City (яп. 妖獣都市 Ё:дзю: тоси, «Город чудищ») — серия научно-фантастических романов японского писателя Хидэюки Кикути, первый из которых был опубликован издательством Tokuma Shoten в июле 1985 года. В США серия издана Tor Books и Seven Seas.
По мотивам романа были созданы аниме и фильм.

## Сюжет
Веками существовал секретный мирный договор между Землей и Чёрным миром, параллельным измерением, которое населено меняющими форму существами с огромной сверхъестественной силой. Теперь договор должен быть обновлён, но военная фракция Чёрного мира готова сделать всё от неё зависящее, чтобы предотвратить повторное его подписание.

## Аниме
Одноимённое аниме, снятое режиссёром Ёсиаки Кавадзири на студии Madhouse, ставшее его первой самостоятельной работой, было выпущено в апреле 1987 года компанией Japan Home Video (JHV). Действие происходит в конце XX века. Автор развивает идею о том, что на Земле вместе с людьми сосуществуют демоны, о которых человечество не подозревает. Только секретная полиция под названием «Чёрная стража» знает о врагах и охраняет границу между миром людей и демонов.

### Роли озвучивали
| Актёр            | Роль               |
| ---------------- | ------------------ |
| Такэси Аоно      | Мистер Тень        |
| Юсаку Яра        | Рэндзабуро Таки    |
| Тосико Фудзита   | Мэки               |
| Итиро Нагаи      | Джузеппе Мейерт    |
| Мари Ёкоо        | женщина-паук       |
| Гиндзо Мацуо     | демон              |
| Бин Симада       | демон              |
| Икуя Саваки      | бармен             |
| Кодзи Тотани     | Дзин               |
| Кадзухико Кисино | директор больницы  |
| Масато Хирано    | доктор             |
| Наоко Ватанабэ   | секретарь          |
| Тамио Оки        | владелец гостиницы |
| Ясуо Мурамацу    | президент компании |

### Выпуск на видео
Несмотря на издание VHS и LaserDisc в Японии в 1987 году, в Европу и Америку видеокассеты попали в 1993 году с английским дубляжем от Manga Entertainment и Streamline Pictures. В 1994 году аниме добралось до Австралии, где аттестационная комиссия присвоила рейтинг R18+. Wicked City продавали вместе с Monster City — так западные прокатчики называли Demon City Shinjuku. В 2000 году вышли DVD компании Urban Vision. Формат был 1,33:1 (4:3), а звук Dolby Digital 5.1 (английский) и 2.0 (японский) с субтитрами, но первый вводил в заблуждение, так как на самом деле пятиканальным не являлся. Разумеется, что в двухканальном стерео нет никакого объёмного звучания, но работает канал низкочастотных эффектов. Также японская дорожка тише английской. Видео имело ряд дефектов, самым большим недостатком были множественные царапины, видные по всему экрану. В некоторых местах цвета казались немного размытыми, а в других — яркими. Несмотря на давность производства аниме, в любом случае, такие проблемы раздражали во время просмотра. Дополнительные материалы включали трейлеры, интервью с режиссёром о его взглядах на концепции и идеи автора оригинального романа, описание персонажей и ссылки издателя.
Ситуация изменилась только в 2016 году, когда в США появилась ремастеринговая специальная DVD-версия. Она представляет значительное визуальное обновление по сравнению с выпуском 2000 года. Линии чёткие, а изображение чистое. Анимация в целом живая и плавная, кадрирование динамичное. Даже в 2010-х годах всё ещё выделяется гротескный дизайн монстров, ракурс, тёмные тона, фон и цветовые схемы для создания жуткого сюрреалистического ощущения. На этот раз звуковые эффекты работают гораздо лучше в объёмном 5.1. Английский дубляж рекомендуется выбирать от Streamline, которым руководил Карл Мацек. Дополнительные материалы лишены профилей персонажей, присутствующих ранее, но сохранили интервью с Кавадзири и различные трейлеры, также добавлены японские раскадровки и аудиокомментарий обозревателя Anime News Network Майкла Тула. Присвоен рейтинг NC-17 из-за насилия, смертей, обнажённых тел, сцен секса и изнасилования, шокирующих образов и ругательств в английском дубляже. BBFC выдал рекомендацию для лиц от 18 лет.
Лишь в 2019 году аниме было выпущено на Blu-ray в Японии от Toei Video. Звук снова оказался улучшен — DTS-HD Master Audio 5.1 (английский) и LPCM 2.0 (японский). Присутствуют интервью с режиссёром Кавадзири, писателем Кикути и продюсером Косукэ Кури. К диску прилагаются раскадровка на 436 страницах формата B6, а также 160 страниц формата B5 (производственные материалы, черновые наброски и эскизы). 7 декабря 2020 года в продажу поступил сборник Wicked City и Demon City Shinjuku от Manga Entertainment. Появилось и японское переиздание.
В 2020 году права на цифровое распространение в США приобрела компания Sentai Filmworks. Показ осуществляет потоковый сервис HIDIVE.

### Музыка
| №   | Название                | Длительность |
| --- | ----------------------- | ------------ |
| 1.  | «Prologue»              | 5:36         |
| 2.  | «The Black Guard»       | 8:04         |
| 3.  | «Drawing Meadow»        | 5:08         |
| 4.  | «It's Not Easy»         | 4:43         |
| 5.  | «Demon Trap»            | 3:52         |
| 6.  | «Demonic Call»          | 9:05         |
| 7.  | «Dreams»                | 3:14         |
| 8.  | «Giuseppi Mayart»       | 6:49         |
| 9.  | «Awakening»             | 3:13         |
| 10. | «Hold Me In The Shadow» | 4:41         |

Музыка, аранжировка и синтезатор: Осаму Сёдзи. «It’s Not Easy» — музыка: Такаси Цусими, вокал и слова: Хитоми Тояма. «Hold Me In The Shadow» (завершающая композиция) — музыка: Ёсихиро Ида, слова: Матико Рю, вокал: Хитоми Тояма. Аранжировка песен: Сэйити Кёда.
Осаму Сёдзи известен своими синтезаторными обработками Digital Trip аниме Adieu Galaxy Express 999, Space Cobra, Lupin III, Mobile Suit Gundam, Cat’s Eye, Lensman и «Гиперпространственная крепость Макросс». Композиции представляют собой смесь джазовых и более глубоких и противоречивых электронных и симфонических тем, призванных усилить напряжённость. Хитоми Тояма безупречно исполнила «It’s Not Easy» на английском языке в музыкальном обрамлении 1980-х годов, хотя это не было опенингом или эндингом.
В 2015 году саундтрек был переиздан Tiger Lab Vinyl на грампластинках ограниченным тиражом 500 экземпляров, отличие заключалось в том, что были исключены песни. Ремастеринг и восстановление: Хеба Кадри, Timeless Mastering. Дизайн обложки: Клинт Карни. В 2019 году вышел новый винил с классической обложкой.

## Отзывы и критика
Wicked City занимает 56 место в топ-100 аниме по версии журнала Animage. 75 место в списке 100 лучших аниме фильмов согласно журналу Paste. Хелен Маккарти в книге «500 важнейших аниме» хвалит «удивительный готический стиль» и монтаж режиссёра Ёсиаки Кавадзири и пишет, что он мастерски умеет создать напряжение. Борис Иванов заметил, что «Город чудищ» и «Синдзюку — город-ад» не относятся к чистому киберпанку, поскольку, скорее, магические, нежели научно-фантастические, однако очень близки к этому жанру по духу и дизайну. Comic Book Resources включил Wicked City в рейтинг 10 очень жестоких аниме 1980-х и 1990-х годов, которые нужно посмотреть.
В энциклопедии Джонатан Клементс и Маккарти обратили внимание, что Wicked City был создан для кинотеатров с относительно большим бюджетом и значительно превосходил вышедший позже Demon City Shinjuku, с которым его часто путают (одни и те же автор, режиссёр и студия). Тем не менее, мультфильм по-прежнему нагромождён смешными диалогами, небрежными сексуальными сценами и женоненавистничеством — одержимостью плохими девочками из тёмного мира. Женщины показаны сильными в основном для мужской аудитории, и возможности для фрейдистского анализа безграничны. Финальная схватка в церкви превращается в надуманный поворот, чтобы завершить историю. Хидэюки Кикути ловко использовал фантазии скучающих бизнесменов. Зритель переходит из бара в офис, из аэропорта в гостиницу, прогуливается по повседневной жизни представителя компании, оживляя каждое знакомое место опасным сексом и искупительным насилием. Wicked City было первым аниме, где показан характерный стиль Кавадзири, чей фирменный сине-красный свет здесь окрашен умелыми эффектами тумана и мрачными тенями. На фоне тёмной палитры и напряжения он демонстрирует удивительное готическое чувство неразрывной связи между любовью и смертью. Эффект дрожащей камеры взят из фильма Сэма Рэйми, а сверхбыстрая обрезка кадров позаимствована у гонконгского мастера боевиков Цуй Харка, который в 1992 году выступил сценаристом и продюсером игрового кино The Wicked City.
Американская пресса обсуждала выпуск аниме от Streamline Pictures достаточно активно. Два обзора появились в The Washington Post (Дессон Хау и Ричард Харрингтон). Картина вышла стильной, эротичной и провокационной. После просмотра Wicked City возникает вопрос к Кавадзири: раз не заметно много сексуальной агрессии по отношению к женщинам и это не Дисней, что тогда обсуждать? Так как ответа не будет, следует перейти к самому мультфильму, научно-фантастическому, постчандлеровскому, квазикиберпанковскому празднику насилия, проходящему в Токио, в котором силы добра противопоставлены тёмному миру, многомерной вселенной, полной персонажей, похожих на людей, изменяющихся как будто в последний раз. Таки, японская версия Филипа Марлоу, узнаёт об этом на собственном горьком опыте. Мэки похожа на сестру Спиди-гонщика. Их страдания и растущая любовь — основной сюжет. Мультфильм убедителен своими ракурсами, стремясь стать анимационным «Бегущим по лезвию». К счастью, отсутствует привычный фон апокалипсиса, графика стремится к реализму. Аниме также изобилует типичными поисками лучшего мира, сложными образами, комплексом спасителя, сексизмом и проникновением эры машин в человеческую душу. В подтексте есть что-то зловещее, но нужно постоянно напоминать, что это всего лишь мультфильм.
Рецензент Entertainment Weekly подчеркнул, что Wicked City сочетает «Бегущего по лезвию», «Чужого» и извращённый секс. Мультфильм более энергичный, позволяющий лучше разобраться в сюжете, в то время как игровое кино бессвязное и наполнено дешёвыми, хотя изобретательными спецэффектами. Знатоки окажутся в восторге от обоих. Но зрители, незнакомые с сущностью аниме или гонконгских боевиков, будут сбиты с толку, разочарованы и, возможно, потрясены. Los Angeles Times написала, что Wicked City воплощает в себе садистскую, женоненавистническую эротику, столь популярную в Японии как в аниме, так и в манге. История представляет собой мрачное видение не слишком далёкого будущего. Враги из Чёрного мира превращают свои конечности в металлические колья, как в фильме «Терминатор 2: Судный день». Таки — презрительный антигерой мультипликационной версии раннего фильма о Джеймсе Бонде. Кавадзири ставит сцены как режиссёр игрового кино. Для тех американцев, кто склонны считать, что существует связь между насилием на экране и в обществе, следует помнить, что японцы поддерживают один из самых безопасных и наименее жестоких порядков в мире. The Austin Chronicle выделила знакомую сюжетную линию аниме о демонах из альтернативной вселенной, проникающей в реальность. Мультфильм редко достигает восхитительных садомазохистских высот «Уроцукидодзи. Легенда о сверхдемоне». С другой стороны, Wicked City намного легче смотреть, он линейный и быстрый, без раздражающих флешбэков. Хотя это и не второе пришествие «Акиры», но шаг в правильном направлении.
По мнению сайта THEM Anime, мультфильм вызывает смешанные чувства. С одной стороны, это ужасы, печально известные своими грубыми сценами насилия. Аудитория: только для взрослых. С другой, сексуальные образы используются в качестве символики. Художественное исполнение и анимация вполне приличные. Стиль напоминает Demon City Shinjuku. Конечно, есть и проблема ненужных ругательств, но только в английском дубляже. Сюжет на самом деле довольно интересный, и он стал ещё лучше благодаря взаимодействию между Таки и Мэки. Хорошее заключается в том, что не всегда рассказывается обо всём. Мультфильм интригует, он напряжённый с резкими поворотами. Впечатляет подборка демонов в сочетании с удивительно отвратительными сценами трансформации. Не стоит ждать шедевра, но для просмотра поздней ночью это отличный выбор. После рекомендуется «Уроцукидодзи. Легенда о сверхдемоне».